# カジポン・マルコ・残月
カジポン・マルコ・残月（－ざんげつ、本名：梶本 修、1967年11月24日 - ）は、日本の著述家・文芸研究家・「文芸ジャンキー・パラダイス」（文ジャン）の管理人。世界100国に及ぶ著名人のお墓や生家を参詣すること2,500人以上。墓参りはのべ1万人を超える。墓マイラー、ジョジョ立ちの名付け親。

## 略歴
1967年、大阪府大阪市の一般家庭に生まれる。大阪府立高槻南高等学校卒業後、近畿大学法学部に入学。文芸研究会を起ち上げ、美術・音楽・文学に造詣を深める。
1987年、恩返しをしようとフョードル・ドストエフスキーのお墓参りを思い立ちソ連（当時）に渡る。墓参りを実行し、同じ墓地にあるムソルグスキーやチャイコフスキーらの墓参りも行う。
大学卒業後、最初はトラック運転手や農業手伝い、保険の勧誘員として生計を立てながら、文芸・墓参りに関する研究・執筆活動を行い、1999年に「文芸ジャンキー・パラダイス」（文ジャン）を開設。お墓巡礼（世界墓マイラー同盟）やジョジョ立ち、仏像イケメンズなど個性的なコンテンツを発表。アクセス数は累計8,000万回に及ぶ。
1990年からはピースボートに水先案内人（ゲスト講師）として不定期参加、「芸術パラダイス」と題して講演を行い、好評を博す。

### 墓マイラ－
本人による『墓マイラー』の定義は「歴史上の偉人などに感謝の気持ちを伝えるために墓参りをする人」である。それゆえに、観光気分で墓の写真を撮ってSNSにアップするマナー違反者が現れている状況を危惧している。

### ジョジョ立ち教室
2002年6月に友人の鬼教官と『ジョジョの奇妙な冒険』の表紙のポーズを実際に再現しようと思い立ち、実行。以降、参加人数を増やし、地元の大阪のほか東京でも教室を開催。2003年にはハチ公前で200人の参加者とジョジョ立ち教室 in 渋谷を行い、また、大阪城公園で500人の参加者と共にジョジョ立ち教室in大阪とスタンド再現70連発を行う。
著者の荒木飛呂彦氏に知られることとなり、2006年の氏の画業25周年記念パーティの場で披露。喝采を得、2007年の東北大学、青山学院大学での荒木氏の講演会にも呼ばれ、大勢の学生の前で披露した。
2011年からはアメリカでもファンが教室を開催、ジョジョ立ち教室USAとして2012年、2013年と続けて開催された。

## 出演
TV
- 「ジョジョ立ち学」（新型学問 はまる!ツボ学、2011年2月16日付）
- 「完全版・墓マイラーの世界」（笑ってこらえて!2時間SP、2020年5月27日付）
- 「お墓から見たニッポン」（テレビ大阪、2020年3月～）
- 「小峠英二のなんて美だ！」（TOKYO MX、2024年6月4日・11日付）

ラジオ
- 「世界偉人伝」（深夜便ぶんか部、ラジオ深夜便内、NHKラジオ第一、月1回）

## その他
- ペンネームのマルコは『母を訪ねて三千里』の主人公から
- 一番泣いたお墓はゴッホ兄弟
- 「墓マイラー」が『現代用語の基礎知識』『知恵蔵』『大辞林』に収録された
- 「ジョジョ立ち」が『現代用語の基礎知識』に収録された

## 著作リスト
- 『東京・鎌倉有名人お墓お散歩ブック -誰もが知っている104人の墓碑完全ガイド-』（大和書房、2005年）ISBN 978-4479391135
- 『墓マイラーカジポンの世界音楽家巡礼記』（音楽之友社、2020年、連載の単行本化）ISBN 978-4276963184

### 連載中
- 「墓を訪ねて三千里」（『月刊石材』、石文社[5]）

### 分担執筆
- 『地球の歩き方 JOJO ジョジョの奇妙な冒険』（地球の歩き方編集室編、2022年）ISBN 978-4058018033
- 『地球の歩き方 世界のすごい墓 メメント・モリ あの偉人が眠る194の墓と霊廟を旅の雑学とともに解説』（地球の歩き方編集室編、2023年）ISBN 978-4058019764